# 极速前进16
《极速前进16》是流行的真人秀節目《极速前进》的第十六季。本季會繼續有數對不同關係的選手參賽，為最終大獎進行環球旅行挑戰，2010年2月14日於美國CBS播放。
本季參賽報名已於2009年7月10日截止，其後舉行多輪面試，於同年十一月至十二月間進行拍攝。
兄弟Dan & Jordan是本季的冠軍,并赢得一百万美元。

## 比賽結果
下表列出了所有參賽隊伍的比賽結果，以排名順序列出。當中列出的隊員關係為節目拍攝時期的狀態，關係描述為官方版本。
| 隊伍             | 關係       | 分段比賽成績 | 分段比賽成績 | 分段比賽成績 | 分段比賽成績 | 分段比賽成績 | 分段比賽成績 | 分段比賽成績 | 分段比賽成績 | 分段比賽成績 | 分段比賽成績 | 分段比賽成績 | 分段比賽成績 | 路障完成情況        |
| 隊伍             | 關係       | 1            | 2            | 3            | 4            | 5            | 6            | 7            | 8            | 9            | 10           | 11           | 12           | 路障完成情況        |
| ---------------- | ---------- | ------------ | ------------ | ------------ | ------------ | ------------ | ------------ | ------------ | ------------ | ------------ | ------------ | ------------ | ------------ | ------------------- |
| Dan & Jordan     | 兄弟       | 8th2         | 8th          | 6th          | 6th–         | 4th          | 5th          | 2nd          | 5th          | 1stƒ         | 3rd          | 3rd          | 1st          | Dan 6, Jordan 5     |
| Jet & Cord       | 兄弟/牛仔  | 3rd          | 1st          | 1st          | 4th+         | 3rd          | 4th          | 6th9         | 1st          | 3rd          | 1st          | 2nd          | 2nd          | Jet 6, Cord 6       |
| Brent & Caite    | 模範情侶   | 7th1         | 4th          | 7th4         | 7th~         | 6th6         | 6th8         | 3rd          | 4th          | 2nd⊃         | 2nd          | 1st          | 3rd          | Brent 7, Caite 5    |
| Louie & Michael  | 警務人員   | 9th          | 9th          | 8th          | 1st+         | 1st⊃         | 1st          | 4th          | 3rd          | 4th          | 4th          | 4th          |              | Louie 6, Michael 5  |
| Carol & Brandy   | 情侶       | 6th          | 3rd          | 3rd          | 5th–         | 5th          | 2nd          | 5th          | 2nd          | 5th⊂         |              |              |              | Carol 4, Brandy 4   |
| Steve & Allie    | 父女       | 4th          | 7th          | 2nd          | 2nd^         | 2nd          | 3rd          | 1st          | 6th          |              |              |              |              | Steve 4, Allie 3    |
| Jeff & Jordan    | 剛約會情侶 | 1st          | 6th          | 5th          | 8th~         | 7th          | 7th          |              |              |              |              |              |              | Jordan 2, Jeff 3    |
| Joe & Heidi      | 夫婦       | 5th          | 2nd          | 4th          | 3rd^         | 8th⊂7        |              |              |              |              |              |              |              | Joe 2, Heidi 2      |
| Monique & Shawne | 媽媽/律師  | 2nd          | 5th          | 9th          |              |              |              |              |              |              |              |              |              | Monique 1, Shawne 2 |
| Jody & Shannon   | 祖母/孫女  | 10th         | 10th         |              |              |              |              |              |              |              |              |              |              | Jody 1, Shannon 1   |
| Dana & Adrian    | 高中甜心   | 11th3        |              |              |              |              |              |              |              |              |              |              |              | Dana 0, Adrian 03   |

- 紅 : 該隊已被淘汰
- 2个相同颜色的符号(+,^,-和~)：这2队在聯合组队配合。
- 綠ƒ : 該隊贏得通行證(Fast Forward)線索. 而附有綠色 ƒ的賽程號碼表示雖然該賽段有通行證但並無隊伍選擇使用
- 下線藍：該隊最後抵達非淘汰提示站，他们需在下赛段接受減速障礙(Speed Bump)任務
- 棕⊃：该队使用迴轉，⊂是被指定迴轉的队伍，⊂⊃表示该赛段有迴轉但無隊伍使用
- –,~,+,^表示在联合任务的组队情况。

^  注解1：Brent & Caite是第二隊到達，但由於他們沒有根據指示，由路障乘坐纜車到山腳，所以被罰30分鐘，排名下降至第7。

^  注解2：Dan & Jordan是第四隊到達，但由於他們遺失了一個油掃，所以被罰15分鐘，排名下降至第8。

^  注解3：Dana & Adrian不能完成第一賽段的路障。在Adrian第二次嘗試之後，Phil來到路障的地點來告訴他們其他隊伍已經到達了指示站，所以他們已被淘汰。

^  注解4：Brent & Caite原是第四隊出發的，但由於他們脫水，所以去了當地醫院接受治療，結果遲了3小時5分鐘才到達出發點，因此最後出發。

^  注解5：第五賽段的迴轉是匿名迴轉(Blind U-turn)，Louie & Michael不需要貼出自己的照片以告訴其他隊伍他們使用了迴轉。

^  注解6：Brent & Caite原本是第六隊到達的，但沒有在迴轉的地方拿到指示，所以在指示站被要求回去拿。他們的名次沒有改變。

^  注解7：Joe & Heidi不能完成第二個繞道(因他們被迴轉了)。由於其他隊伍都到了指示站，所以Phil來到他們的地點，並告訴他們被淘汰的消息。

^  注解8：Brent & Caite 原是第三隊到達的，但由於他們不知道自己略過了整個繞道，他們被迫回去完成。他們再次到達指示站時，排名已下降至第六。

^  注解9：Jet & Cord原是第五隊到達的，但由於他們完成路障後，沒有把拼圖結合，被迫回去完成。排名下降至最後。

^  注解10：该赛段有两个路障而没有绕道，因此每位队员都需要完成一个路障。

## 每集標題語錄
每集標題通常引用自參加者說過的話。
1. "Nanna Is Kickin' Your Butt" – Michael
2. "When the Cow Kicked Me in the Head" – Jody
3. "Run Like Scalded Dogs!" – Jet
4. "We Are No Longer in the Bible Belt" – Jet
5. "I Think We're Fighting the Germans, Right?" – Michael
6. "Cathy Drone?" – Dan
7. "Anonymous?" – Brent
8. "You're Like Jason Bourne, Right?" – Michael
9. "Dump Did Us In" – Brandy
10. "I Feel Like I'm in, Like, Sicily" – Brent
11. "They Don't Even Understand Their Own Language" – Brent
12. "Huger Than Huge" – Dan

## 奖项
个人奖项颁发给每赛段的冠军队。所有旅程都是由Travelocity提供。
- 第1段 - 到卑詩溫哥華的雙人旅程
- 第2段 - 一對帆船
- 第3段 - 到智利巴塔哥尼亞的雙人旅程
- 第4段 - 每人各一張價值5,000美元發現卡
- 第5段 - 兩部55吋高解像度電視
- 第6段 - 到墨西哥坎昆的雙人旅程
- 第7段 - 由七喜提供，每人7000美元、按摩服務、一餐晚餐和無限量供應的七喜。(除了7000美元外，其他獎項都是在指示站裏享用。)
- 第8段 - 到夏威夷茂宜島的雙人旅程
- 第9段 - 一對摩托車
- 第10段 - 到阿拉斯加的雙人旅程
- 第11段 - 到西班牙的海灘的雙人旅程
- 第12段 -$1,000,000

## 旅程
美国 →  智利 →   阿根廷 →  德国 →  法國 →  塞舌尔 →  马来西亚 →  新加坡 →  中国 →  美国

## 賽程摘要

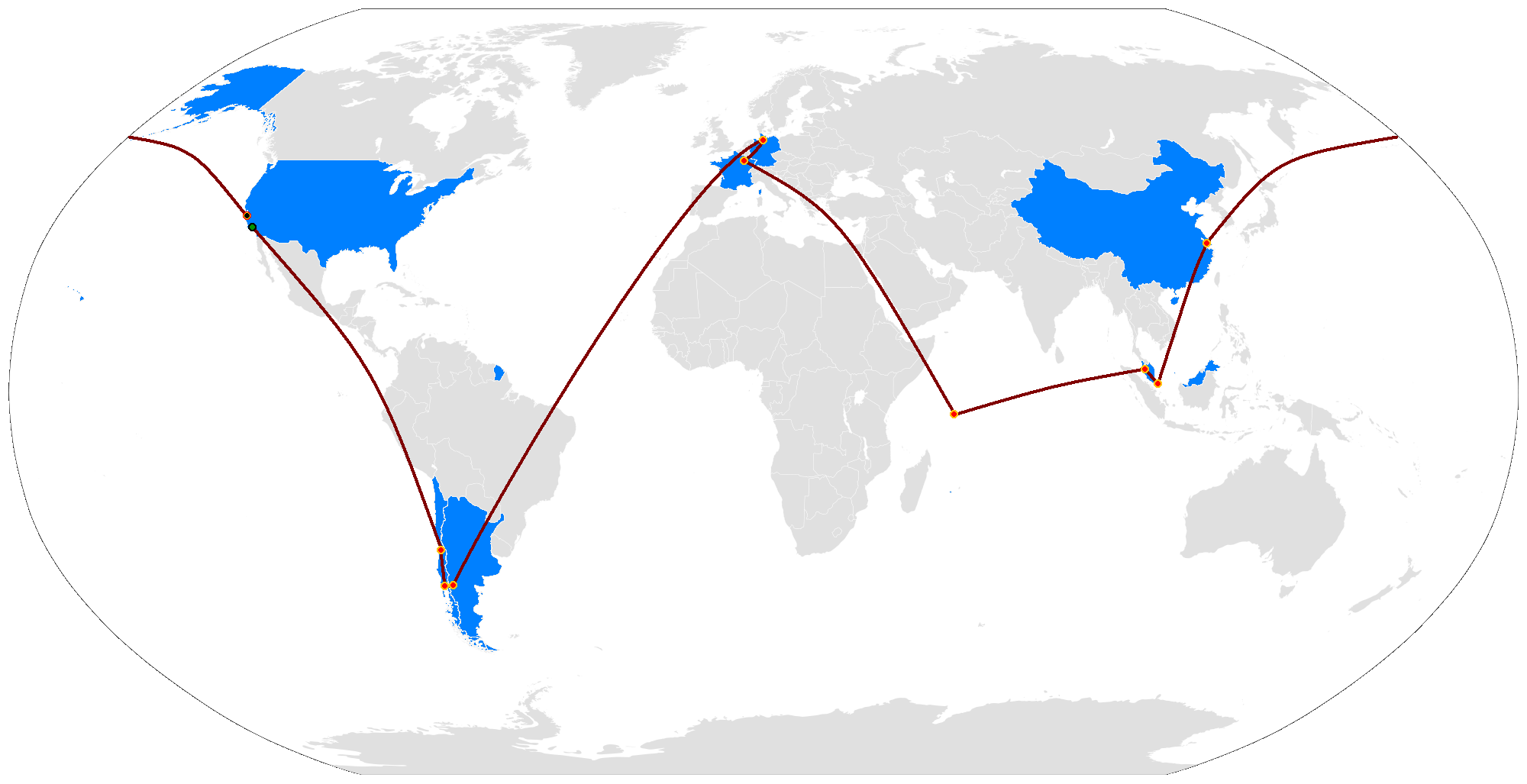
第十六季路線圖。

### 第1段（美國 → 智利）
- 美國,加州,洛杉磯(Vista Hermosa自然公园)（起點線）
- 洛杉磯(洛杉磯國際機場) 至 智利,聖地亞哥(阿圖羅·梅里諾·貝尼特斯准將國際機場)
- 聖地亞哥 (圣博尔哈巴士站) 到 瓦爾帕萊索（瓦爾帕萊索巴士站）
- 瓦爾帕萊索（Ascensor Villaseca)  [AT1]
- 瓦爾帕萊索 (Palacio Baburizza)

路障:一名的队员員需要必須在一條長360英尺(110米)，高120英尺(37米)的鋼索上走鋼索。完成後，隊伍便會找到下一個指示。
附加任務：
[AT1]:完成路障后，队伍要搭乘地面纜車下山,然后隊伍需要在Paseo Templeman拿油漆、油掃及梯子，然後替油漆工人完成一部份的油漆工程後，隊伍便從油漆工人手上得到下一個指示。

### 第2段（智利）
- 瓦爾帕萊索 到 湖大區,巴拉斯港
- 维森特佩雷斯罗萨莱斯国家公园 (托多斯洛斯桑托斯湖Isla Margarita，Mirador)
- 巴拉斯港 (Onces y Cabañas Bellavista （页面存档备份，存于） （西班牙文）)
- 巴拉斯港 (Gruta de la Virgen)

繞道:大羊駝崇拜--隊伍要自行駕駛到一個農場。到達後，隊伍需在在一隻大羊駝上鋪上一塊布和在牠的頸上穿一條頸巾，完成後，便會獲得下一個指示。
神鷹驚骇--隊伍要穿上一些奇怪的鳥服飾。之後，隊伍需穿着鸟服饰沖向水中游向浮标，那里有他們的下一個指示。
路障:一名队员要跑遍整个农场，收集一些用來做咖啡蛋糕的材料：一碟黄油、一碗糖、一袋麵粉、13隻從雞屋拿來的雞蛋和一杯现挤的牛奶。完成後，便會拿到下一個指示。

### 第3段（智利 → 阿根廷）
- 巴拉斯港 到 阿根廷內格羅河省的聖卡洛斯-德巴里洛切
- 聖卡洛斯-德巴里洛切 (El Boliche Viejo)[AT1]
- 聖卡洛斯-德巴里洛切 (Peña Gaucha)
- Ñirihuau （西班牙文） (Puente Ñirihuau)
- 內烏肯省 (Estancia Fortin Chacabuco （西班牙文）)

路障:一名隊員需利用套繩來套住远处的目標。套住後，需把那個目標拉過來，目標上有他們下一個指示。
繞道:馬的感應--隊伍需從一位神枪手中拿一张纸条，隊伍需要在指南针根據纸条上的坐标來找一個钱袋。如果隊伍認為自己的袋子是正確的，便需把袋子送給一個土匪首領。如隊伍拿到的钱袋上的坐标和钱袋上的坐标一样是正確的，土匪首領會給他們一個硬幣，硬幣上有他們的下一個指示。
馬的力量--隊伍需前往玩馬球的場地並用一隻木馬打馬球。隊伍需在9杆內打入球门，如隊伍完成後，便會拿到一個獎杯，獎杯的底下便是他們下一個指示。
附加任務

[AT1]：在El Boliche Viejo，隊伍需與Travelocity小矮人玩梭哈，如果隊伍贏了，便可以拿那個小矮人，那個小矮人的底部印有他們下一個指示。

### 第4段（阿根廷 → 德國）
- 聖卡洛斯-德巴里洛切(聖卡洛斯-德巴里洛切机场) 到 德國法蘭克福(法蘭克福國際機場)
- 法蘭克福(法蘭克福機場車站) 到 漢堡(汉堡中央车站)
- 漢堡 (处女堤)
- 漢堡 (Altonaer Rathaus （德文）的威廉一世肖像)
- 漢堡 (Haifischbar （德文）)[AT1]
- 漢堡 (披头士广场-Indra Musikclub （页面存档备份，存于）)

路障:其中兩個隊員(必需是不同隊伍)需乘搭漢堡輕軌到漢堡港並一起從140m的高空玩笨豬跳。完成後，便會拿到下一個指示。
繞道:足球--隊伍需前往Adolf-Jäger-Kampfbahn（德文），並從罰球區踢中5個目標。完成後，便會拿到下一個指示。
酸菜--隊伍需前往一家餐馆，在樂隊演奏完一首樂曲前吃掉一碟德式酸菜，完成後便能拿到下一個指示，如果音樂停止後隊伍還未吃完，便需重新吃另一碟。
附加任務

[AT1]：隊伍在Haifischbar需飲一杯鞋狀的啤酒。完成後，便會拿到下一個指示。

### 第5段（德國 → 法國）
- 漢堡 到 法國莱斯蒙泰龙（队伍在强制休息期间前往）
- 聖梅內烏爾德(Boulangerie Defontaine)[AT1]
- 马西热 (La main de Massiges （法文）)
- 马西热 (Church of Massiges)[AT2]
- 瓦尔热穆兰于尔吕 (Eglise Saint-Étienne de Wargemoulin （法文）)

繞道:在开始两项任务前，队伍要穿上一戰时期的美軍軍裝。
壕中译码--隊伍需在连天炮火下，在戰壕里翻譯一组摩斯電碼："We will prevail. Vive la France"，意思是我們會勝利，法國萬歲。
火中取信--隊伍需在炸彈轟炸下爬到一個防守陣地，并從士兵獲得一個信息："The war is over. Vive la liberté。
两项任务最后队伍要把信息交给一位信鴿看管者，使信鸽带着信息飞到总部以換取他們下一個指示。
減速障礙:队伍需使用幾串木條去鞏固一條戰壕，才可以继续前行。
附加任務
[AT1]：在Boulangerie Defontaine，隊伍需購買一條新鮮的法式長棍麵包，麵包內有他們下一個指示。

[AT2]：到達the Church of Massiges後，隊伍需把他們的第一次世界大戰的服裝換成一套傳統的法國的服裝(包括假的鬍子)，然後再骑着古老的單車行駛6.4km前往提示站。

### 第6段（法國）
- 蘭斯 (蘭斯主教座堂)[AT1]
- 埃佩尔奈 (Leclerc Briant （页面存档备份，存于）)
- 皮耶尔里(Château de la Marquetterie （法文）)
- 埃佩尔奈 (Office Régional Culturel de Champagne Ardenne（法文）)

路障:一名隊員需下降30m至用來裝香檳的地下室，再在從中搜尋一枝有特別記號的香檳。找到後，隊員需回到地面，再用傳統的佩劍把酒瓶打開，而他們的下一個指示會和酒一同彈出來。
繞道:高塔--隊伍需利用680隻香檳杯砌一座15層高而塔頂只有一隻杯的香檳杯塔。然后倒下一大瓶香槟，如果在整个过程中香槟塔完好无缺，队伍便可得到下一个指示。
土地--隊伍需在一塊1平方公里的葡萄園找尋一串被標籤了賽旗的葡萄，然后將這串葡萄交予農場工人去換取他們下一個指示。
附加任務
[AT1]：隊伍到達蘭斯主教座堂之後，需在聖女貞德的肖像附近找到一位正在玩鋸琴的女士，那位女士會給他們一個木塞作為下一個指示。

### 第7段（法國 → 塞舌爾）
- 巴黎(戴高樂国际機場) 到 塞舌爾 馬埃島(塞席爾國際機場)[AT1]
- 拉迪格島(L'Union Estate) [AT2]
- 聖皮埃爾島 [AT3]
- 普拉蘭島 (Paradise Sun Hotel)

繞道:龜的蹣跚--隊伍需用香蕉引誘一隻230千克的亞達伯拉象龜去行過一條已標記的草地。完成後，隊伍需把一串香蕉傳遞到2.4km外的小販以取得下一個指示。
牛的快跑--隊伍需把一堆椰子裝進一架卡車內。之後，需控制一隻牛拖着卡車前往2.4km外的攤檔而換取下一個指示。如果隊伍遺漏了任何一塊椰子，都需尋回去找到那一塊椰子才能換取下一個指示。
路障:一名隊員需潛到海底拿取一個玻璃樽。
附加任務
[AT1]：隊伍到達馬埃島後，需找到一座凉亭拿一個號碼牌。頭三隊拿到號碼牌的會坐頭三架直升機前往拉迪格島，在差不多時間離開。而拿到後三個號碼牌的隊伍會在大約一小時後離開。

[AT2]：隊伍完成繞道後，需選擇一隻有標記的船，並前往聖皮埃爾島附近的浮標。到達那裏後，船上的船長會給他們下一個指示。

[AT3]：當完成路障後，船夫會將船駛到普拉蘭島的海邊，隊伍需自行游上沙灘並取出玻璃樽內的拼圖。拼完后，拼图会指引队伍前往“宝藏”：本賽段的提示站。

### 第8段（塞舌爾 → 馬來西亞）
- 普拉蘭島 到 馬埃島
- 馬埃島(塞席爾國際機場) 到馬來西亞檳城(檳城國際機場)
- 峇六拜 (蛇廟)
- Teluk Bahang(Sri Singamuga Kaliamman Temple)
- 喬治市(Pinang Peranakan Mansion （页面存档备份，存于）)

繞道:佛教傳統--隊伍需前往天公坛寺庙並把12條巨大的香搬運到廟的頂部。之後队伍要把他们按照要求放好，最后要把它們點燃就能获得下一個指示。
中國習俗--隊伍需前往Padang Kota Lama park。到達後，需參與一個農曆新年的習俗：利用他們的額頭頂起32寸高的巨大旗子，並在旗子沒有掉下的情況下兩個隊員都必須跑過37m。到达终点后，便會拿到下一個指示。
路障:隊伍首先需不斷打碎一堆椰子直至找到里面有颜色的。然后加上所提供的材料制作一份祭品，然后交给大师放到海上就能获得下一個指示。
減速障礙:队伍要前往Tropical Spice Garden （页面存档备份，存于）找一個正在壓碎香料的女士。他们要根据嗅觉找到用该香料泡的茶，再将该茶送給一個在秋韆上的冥想者品尝，如果他们所选的茶是正确的才可以進行路障。

### 第9段（馬來西亞 → 新加坡)
- 檳城(Sungai Nibong Express Terminal) 到 吉隆坡(富都中环车站)
- 吉隆坡(吉隆坡中央車站) 到 新加坡  (丹戎巴葛火车总站)
- 新加坡 (维多利亚剧院及音乐会堂)[AT1] [AT2]
- 新加坡 (总统府公园)
- 新加坡 (ASL Marine Shipyard （页面存档备份，存于）)
- 新加坡 (圣淘沙 - MegaZip Adventure Park （页面存档备份，存于）)[AT3]
- 新加坡 (滨海堤坝)

通行證:隊伍要前往新加坡摩天觀景輪并乘坐，当摩天輪到達最高點后，每名队员要離開座廂爬到下一个座廂，當两名队员都到达下一个座廂就能赢得通行证。
绕道:打鼓達人--隊伍需前往Speakers' Corner學習打一套鼓点，如果队伍认为自己已经掌握了就可以在台上表演一次，得到老师的认可后就能獲取下一個指示。
馬路天使--隊伍需前往一條購物街，拿取十盒雪糕、四张凳子及一把太陽伞，然後前往雪糕車以每份1新加坡元協助雪糕車車主售出25份雪糕三明治，完成後將可獲取下一個指示。
路障:一名隊員需在吵耳的廣播聲下數一條鐵鍊的圈數，若數出正確數字521，他們就能得到下一個指示。
附加任務
[AT1]：在维多利亚剧院及音乐会堂，隊伍需找到吳振天—极速前进亚洲版的主持，他會給隊伍下一個指示。

[AT2]：當隊伍完成繞道後，需根據指示：前往上一個提示站的城市(檳城路)和乌节路的十字路口，找到迴轉和下一個指示的地方：总统府公园。

[AT3]：在圣淘沙，隊伍需利用1,200-英尺（370-）長的「飞狐」绳索滑到450公呎外的小島上，完成後，就會獲得下一個指示。

### 第10段（新加坡 → 中國）
- 新加坡(新加坡樟宜機場) 到 中國上海(上海浦東國際機場)
- 上海(朱家角)[AT1]
- 上海(田子坊)[AT2]
- 上海(虹口足球場)
- 上海(上海科技館)

第一个路障:一名隊员需根據拉麵師博的示範，用手把麵粉拉成成1公斤麵。完成後，世界上最矮小的人——何平平會給队员下一個指示。
第二个路障:没有做第一個路障的队员，需根據一幅圖片，把切成96塊的巨型拼圖拼起来，完成后要把拼圖一塊塊地交給看台上的觀眾，觀眾会把拼圖翻過來顯示一个座位号，在该座位底部就有下一个指示。
附加任務

[AT1]：隊伍到達朱家角後，需前往一個碼頭並乘坐一隻已標記的船，前往下一個指示的的地方。

[AT2]：在上海的時裝區田子坊，隊伍需進入一個時裝店，並根據一幅设计圖，需從很多服飾中找到正確的時裝。當隊伍認為自己的時裝是正確的，便把那些時裝交給一为模特兒穿上，如果与设计图一致，隊伍便會從設計師手中拿到下一個指示。

### 第11段（中國）
- 上海 (外白渡橋)
- 上海 (龍華寺)  [AT1]
- 上海 (豫园)
- 上海 (滨江大道)

起点线任务：队伍要知道指示上的Garden Bridge,就是他们的下一个目的地--外白渡橋。
路障:一名隊员需進入龍華寺的阿罗汉樓，然後數出金佛像的數量（523）如果给出正確便會獲得下一個指示。如果不正確，隊伍需等10分鐘才可以猜下一個數目。
繞道:印章--隊伍需進去一家印章店，在幾百個印章中找到刻有自己的名字的印章，一旦队员都找到了便可以獲得下一個指示。
餃子--隊伍需前往南翔饅頭店，把10籠小籠饅頭運送到市集，完成後便會獲得下一個指示。
減速障礙:队伍需将硬币扔入龙华寺的香炉的頂層中（这是传统的祈福方式），两人都扔进后便可進行路障。
附加任務
[AT1]：完成路障后，队伍要找到附近的三轮摩托，然后乘坐它前往豫园。

### 第12段（中國 → 美國）
- 上海(上海浦東國際機場)到 美國‧加州‧三藩市(三藩市國際機場)
- 三藩市(尖兵堡 - Battery Godfrey)[AT1]
- 三藩市(科伊特塔)
- 三藩市(萊特曼數碼藝術中心 - 尤達像)[AT2]
- 三藩市(旧金山费尔蒙特酒店--Tonga Room)[AT3]
- 三藩市(Great American Music Hall)[AT4]
- 三藩市(燭檯球場)

路障:一名队员需用上升器爬上64m高的科伊特塔，科伊特塔的頂部有隊伍的下一個指示。隊伍拿到下一個指示後便後降回地面。
附加任務

[AT1]:隊伍在Battery Godfrey拿到下一個指示後,根据指示里的描述，队伍要前往下一個指示的地方：科伊特塔。
[AT2]:在莱特曼数字艺术中心，一个队员要穿上附有动作捕捉器的衣服，同时他的队友通过虚拟现实技术引导他完成基于星球大战：克隆人战争的电脑动画。在通过了2关之后，作为导演的队员要弄清如何看清高速运动的文字这就是他们的下一个指示。
[AT3]:到达Tonga Room后，队伍要搬走一个箱子。箱子上的标签指引队伍抬着箱子步行前往下一个目的地：Great American Music Hall。 
[AT4]:在Great American Music Hall，队伍要打开箱子按照顺序排列被淘汰队伍的迷幻海报，全部排列正确就可以获得他们的通往终点的指示。这个指示他们会看到一首儿童诗歌Jack Be Nimble，其中空缺着一个词candlestick（烛台），引导队伍前往比赛的终点：烛台球场（Candlestick Park）。

## 美國收視率
| #  | 每集標題                                        | 觀眾(百萬) |
| -- | ----------------------------------------------- | ---------- |
| 1  | "Nanna Is Kickin' Your Butt"                    | 9.07       |
| 2  | "When the Cow Kicked Me in the Head"            | 9.11       |
| 3  | "Run Like Scalded Dogs!"                        | 10.24      |
| 4  | "We Are No Longer in the Bible Belt"            | 8.05       |
| 5  | "I Think We're Fighting the Germans, Right?"    | 10.10      |
| 6  | "Cathy Drone"                                   | 12.45      |
| 7  | "Anonymous?"                                    | 12.73      |
| 8  | "You're like Jason Bourne, Right?"              | 9.41       |
| 9  | "Dumb Did Us In"                                | 11.88      |
| 10 | "I Feel Like I'm in, Like, Sicily"              | 10.69      |
| 11 | "They Don't Even Understand Their Own Language" | 10.29      |
| 12 | "Huger Than Huge"                               | 10.55      |